# Мегіон
Мегіо́н (рос. Мегион) — місто у складі Ханти-Мансійського автономного округу Тюменської області, Росія. Адміністративний центр Мегіонського міського округу.
Населення — 49449 осіб (2010, 46566 у 2002).

## З історії
Народження та розвиток міста пов'язані з виявленням приобської нафти — саме мегіонські нафтовики пробурили першу свердловину Самотлора — найбільшого родовища країни — і розпочали його промислове освоєння. Це зумовило будівництво Мегіона і Нижньовартовська, які й нині утворюють разом один із найважливіших центрів російської нафтової промисловості.
Коли пішов фонтан з другої свердловини в районі Усть-Балика першовідкривач нафтового родовища відомий геолог Фарман Салманов направив керівництву повідомлення, що «свердловина б’є за всіма правилами» (тобто – нічого аномального), а Микиті Хрущову дав славнозвісну телеграму: «Я знайшов нафту. Ось так. Салманов».